# アンライセンスLTE
アンライセンスLTE（LTE-U）は、通常の公衆網LTEが免許(ライセンス）帯域を用いるのに対し、5GHz帯など免許不要（アンライセンス）帯域でもLTE無線技術を使えるようにする規格  。 
方式としては、LTE-U、License Assisted Access（LAA）、およびMulteFireなどが提案されている。 

## LTE-U
免許不要帯域でLTEのプロトコルを使用しようとする試みは、3GPP  Release10以降に提案され、初期のバージョンはLTE-Uと呼ばれ、2014年にベライゾン、エリクソン、クアルコム、サムスン、アルカテル・ルーセントがLTE−Uフォーラムを立ち上げ推進を開始 。2019年1月下旬の時点で、3か国に3つのLTE-Uが導入され、7か国で8つのオペレータでテストが行われている 。   
Wi-Fiなど不特定多数の公衆が共有している帯域を、携帯電話事業者がLTE-Uの通信に利用する提案については、電気通信業界で論争を巻き起こした 。2015年6月、 Googleは米国の連邦通信委員会 （FCC）に25ページにわたる技術的な抗議文書を送り、LTE-Uを反対を表明した。  2015年8月にはWi-Fi Allianceらは、LTE-Uの導入によって、Wi-Fiの大幅なパフォーマンス低下を懸念して、LTE-Uの承認に反対する意見を表明した。
2017年2月、FCCが、ノキアとエリクソンの基地局に対しLTE-Uの使用を承認し 、2017年6月、T-MobileがLTE-Uのサービスを開始した 。       

## LAA
LTE-Uと異なり、Listen before talk(LBT)を備えたのが   、3GPPのRelease 13以降で標準化されているのがLicensed Assisted Access（LAA）である。Release13ではダウンリンクのみ、Release14ではアップリンクにも対応している。   

## MulteFire
アンライセンス帯域で、LTEプロトコルを自営網単体向けに使えるようにしたのがMulteFireである。LTE-UやLAAが免許不要帯域でLTEのプロトコルを使用し、かつ既存のLTEと併用することを想定しているのに対し、MulteFireは既存LTEバンドの利用が不要な設計になっている。                 
3GPPではなく、この技術はMuLTEfire Allianceによって推進されている。                 

## NR Unlicenced(NR-U)
免許不要帯域や共用帯域で第5世代移動通信システムを使用する提案もあり、Qualcomm社はこれをNR-Uと呼んでいる。                 